# Wade Barrett (fodboldspiller)
Wade Barrett (født 23. juni 1976 i Virginia Beach) er en amerikansk tidligere fodboldspiller.
Barrett spillede fodbold, mens han gik på college og blev udtaget til sæsonens hold det sidste år, han spillede her. Derefter blev han valgt til Major League Soccer-holdet San Jose Clash, hvor han spillede i perioden 1998-2002. Han var dermed med til at blive nordamerikansk mester, idet San Jose vandt titlen i 2001. I sin tid i klubben blev han efterhånden omskolet fra at være offensiv midtbanespiller til at være forsvarsspiller, og han endte som venstre back. På denne position blev han valgt som ligaens bedste i 2002.
Derpå prøvede Barrett lykken i Europa, hvor han først kom på kontrakt i danske AGF i sommeren 2002. Han fik aldrig etableret sig som fast spiller på klubbens førstehold, og i vinterpausen 2003-04 blev han han udlejet til norske Fredrikstad FK. Ved sæsonens slutning i sommeren 2004 vendte han tilbage til USA og sin gamle klub, der i mellemtiden havde skiftet navn til San Jose Earthquakes. Her kom Wade Barretts karriere igen i gang for alvor, og han blev sammen med resten af klubben af MLS' supportere valgt til sæsonens hold. I 2005 flyttede han sammen med hele resten af holdet til Houston, hvor holdet nu fik navnet Houston Dynamo. Barrett blev holdkaptajn og var med til at blive nordamerikansk mester to gange for klubben i 2006 og 2007. Han sluttede sin aktive karriere i 2009, hvorefter han overgik til at blive assistenttræner for klubben.
Barrett nåede at få to landskampe for USA: Første gang i en kamp mod El Salvador 17. november 2002 og anden gang i marts 2007 i en venskabskamp mod Guatemala. Mellem disse to kampe havde han været indkaldt til en VM-kvalifikationskamp i 2005, men her var han skadet og kom ikke i kamp.